# ARASHI 10-11 TOUR "Scene"〜君と僕の見ている風景〜
『ARASHI 10-11 TOUR "Scene"〜君と僕の見ている風景〜』（アラシ テントゥイレブン ツアー シーン きみとぼくのみているふうけい）は、日本の男性アイドルグループ・嵐のライブツアー。2010年8月21日から2011年1月16日にかけて開催された。

## ARASHI 10-11 TOUR "Scene"〜君と僕の見ている風景〜 STADIUM
『ARASHI 10-11 TOUR "Scene"〜君と僕の見ている風景〜 STADIUM』（アラシ 10-11 ツアー シーン きみとぼくのみているふうけい スタジアム）は、嵐のライブ・ビデオ。2011年1月26日にJ Stormから発売された。

### 概要
2010年8月から2011年1月まで行われた全国ツアー『ARASHI 10-11 TOUR "Scene"〜君と僕の見ている風景〜』から2010年9月3日開催の国立霞ヶ丘競技場公演を収録。
初回プレス仕様と通常仕様の2種類でリリース。初回プレス仕様は、スペシャルパッケージ（デジパック仕様）、オリジナル・ライブフォトブック（44P）が封入されている。通常仕様は、トールケース、通常ブックレット（12P）が封入されている。
本作収録の「Summer Splash!」、「Monster」は、後に5thベストアルバム「5×20 All the BEST!! 1999-2019」初回限定盤2特典DVD「ARASHI LIVE CLIPS」にも収録された。

#### 主な記録
発売初週の初動売上は61.8万枚となり、2011年2月7日付オリコン週間DVDランキングで初登場1位を獲得。これは自身5作連続通算7作目となり、前作『ARASHI Anniversary Tour 5×10』の初週売上記録47.7万枚を超え、99年のオリコンDVDランキング集計開始以来初の初動60万枚突破となる史上最高記録となった。更に発売2週目には5.9万枚の売上げで累積67.7万枚となり2週連続ランキング第1位となり、デビュー以来の通算で401.4万枚を売り上げたこととなる。
また、オリコン2011年上半期ランキングDVDセールス部門で78.5万枚を売り上げ総合首位を獲得している。これは上半期DVD総合首位は2009年以来2年ぶりの2回目で、上半期ミュージックDVDセールス部門で2009年より3年連続首位であり、『ARASHI Anniversary Tour 5×10』（68.9万枚）を上回る上半期ミュージックDVD史上最高売上げとなる。

### 収録曲

#### Disc 1
1. Overture
2. movin' on
3. 揺らせ、今を
4. Troublemaker
5. Happiness
6. Attack it!
7. Everything
8. 1992*4##111 - 二宮和也
9. ROCK YOU
10. きっと大丈夫
11. ハダシの未来
12. a Day in Our Life
13. Summer Splash!
14. 静かな夜に - 大野智
15. むかえに行くよ
16. season
17. Hero
18. T.A.B.O.O - 櫻井翔
19. let me down
20. kagerô
21. Oh Yeah!
22. Lucky Man
23. One Love
24. ユカイツーカイ怪物くん - 怪物くん（怪物太郎）

#### Disc 2
1. リフレイン
2. ギフト
3. マイガール
4. Come back to me - 松本潤
5. Magical Song - 相葉雅紀
6. PIKA★★NCHI DOUBLE
7. Love so sweet
8. 言葉より大切なもの
9. Believe
10. サーカス
11. Re(mix)able-dance
12. Monster
13. To be free
14. 空高く
15. Still...
16. ファイトソング
17. Beautiful days
18. サクラ咲ケ
19. 感謝カンゲキ雨嵐
20. Løve Rainbow

## ARASHI 10-11 TOUR "Scene"〜君と僕の見ている風景〜 DOME+
『ARASHI 10-11 TOUR "Scene"〜君と僕の見ている風景〜 DOME+』（アラシ 10-11 ツアー シーン きみとぼくのみているふうけい ドームプラス）は、嵐のライブ・ビデオ。2011年6月15日にJ Stormから発売された。

### 概要
2010年8月から2011年1月まで行われた全国ツアー『ARASHI 10-11 TOUR "Scene"〜君と僕の見ている風景〜』から、ツアー最終公演となる2011年1月16日開催の福岡Yahoo! JAPANドーム公演を収録。
初回限定盤と通常盤の2種類でリリース。初回限定盤は、DVD3枚組であり、プレミアムパッケージ仕様、「嵐の強化合宿｣オリジナル・ブックレット（48P）封入されている。通常盤は、歌詞ブックレット（28P）が封入されている。
2011年7月6日発売のオリジナルアルバム『Beautiful World』のリード曲「まだ見ぬ世界へ」のPVとメイキングが2種類共通に収録されている。
本作収録の「movin' on」は、後に5thベストアルバム「5×20 All the BEST!! 1999-2019」初回限定盤2特典DVD「ARASHI LIVE CLIPS」にも収録された。

#### 主な記録
DVD初週53.9万枚を売上げ2011年6月27日付オリコンDVD週間ランキングで総合首位を獲得。このDVDの発売で嵐のDVD総売上枚数（音楽DVDを含む全ジャンル）は約528万2000枚に達し、アーティスト別DVD総販売枚数が500万枚を突破する史上初の快挙となった。音楽作品によるDVDの通算総合首位獲得作品数でも宇多田ヒカルと並ぶ歴代1位タイ記録となる。

### 収録曲

#### 本編映像

##### Disc 1
1. Overture
2. movin' on
3. Løve Rainbow
4. Troublemaker
5. Attack it!
6. Everything
7. T.A.B.O.O - 櫻井翔
8. let me down
9. マダ上ヲ
10. kagerô
11. Oh Yeah!
12. 静かな夜に - 大野智
13. 1992*4##111 - 二宮和也
14. CARNIVAL NIGHT part2
15. One Love
16. ハダシの未来
17. ファイトソング
18. ユカイツーカイ怪物くん - 怪物くん（怪物太郎）
19. Don't stop
20. リフレイン
21. Dear Snow
22. タイムカプセル
23. Come back to me - 松本潤
24. Magical Song - 相葉雅紀
25. PIKA★★NCHI DOUBLE
26. Love so sweet
27. 言葉より大切なもの
28. Believe

##### Disc 2
1. サーカス
2. Re(mix)able-dance
3. Monster
4. To be free
5. 空高く
6. Summer Splash!
7. きっと大丈夫
8. Happiness
9. マイガール
10. 果てない空
11. サクラ咲ケ
12. Still...

#### 特典映像

##### 各盤共通

###### Disc 2
1. Interview
通常盤・Blu-ray盤では初回限定盤の内容を抜粋して収録。

###### Disc 2/3
※初回限定盤ではDisc 3、通常盤・Blu-ray盤ではDisc 2に収録。
1. 「まだ見ぬ世界へ」メイキング
2. 「まだ見ぬ世界へ」ミュージックビデオ

##### 初回限定盤

###### Disc 1
1. Interview
各盤Disc 2収録のものとは異なる。

###### Disc 3
1. 嵐の強化合宿
2. アルバムジャケット撮影

## コンサートツアー

### 概要
ツアータイトルは『ARASHI 10-11 TOUR "Scene" 〜君と僕の見ている風景〜』。9作目のオリジナルアルバム『僕の見ている風景』を引っ提げての全国6会場で16公演が行われた全国ツアーとなった。

### 開催日時・会場
|        | 開催日   | 開演時間 | 会場                  |
| 2010年 | 2010年   | 2010年   | 2010年                |
| ------ | -------- | -------- | --------------------- |
| 1      | 08月21日 | 18:00    | 国立競技場            |
| 1      | 08月22日 | 18:00    | 国立競技場            |
| 1      | 09月03日 | 18:00    | 国立競技場            |
| 1      | 09月04日 | 18:00    | 国立競技場            |
| 2      | 10月29日 | 18:00    | 京セラドーム大阪      |
| 2      | 10月30日 | 18:00    | 京セラドーム大阪      |
| 2      | 10月31日 | 16:00    | 京セラドーム大阪      |
| 3      | 11月13日 | 18:00    | 札幌ドーム            |
| 3      | 11月14日 | 16:00    | 札幌ドーム            |
| 4      | 11月19日 | 18:00    | 東京ドーム            |
| 4      | 11月20日 | 18:00    | 東京ドーム            |
| 4      | 11月21日 | 18:00    | 東京ドーム            |
| 5      | 12月04日 | 18:00    | ナゴヤドーム          |
| 5      | 12月05日 | 16:00    | ナゴヤドーム          |
| 2011年 |          |          |                       |
| 6      | 01月15日 | 18:00    | 福岡Yahoo!JAPANドーム |
| 6      | 01月16日 | 16:00    | 福岡Yahoo!JAPANドーム |